# Municipio de Sugar Loaf (Carolina del Norte)
El municipio de Sugar Loaf (en inglés: Sugar Loaf Township) es un municipio ubicado en el  condado de Alexander en el estado estadounidense de Carolina del Norte. En el año 2010 tenía una población de 1.326 habitantes.

## Geografía
El municipio de Sugar Loaf se encuentra ubicado en las coordenadas 35°59′54.47″N 81°9′8.3″O / 35.9984639, -81.152306.